# Wuppertaler Schwebebahn
Pour le train suspendu de Dresde, voir Schwebebahn Dresden.
Le Wuppertaler Schwebebahn (en français : « train suspendu de Wuppertal ») est un monorail suspendu situé dans la ville de Wuppertal, en Allemagne. Son nom complet est Einschienige Hängebahn System Eugen Langen (littéralement en français « chemin de fer à suspension monorail du système d'Eugen Langen »). Créé par Eugen Langen, à l'origine programmé pour être installé à Berlin, il a été construit à Wuppertal en 1900. Ouvert en 1901, il est toujours en activité comme système de transport local. C'est le plus vieux système de monorail au monde.
Le monorail de Wuppertal comprend une ligne aérienne composée de 20 stations sur un parcours de 13,3 km, empruntée chaque jour par 82 000 passagers. Il se tient suspendu à une hauteur de douze mètres de la surface de la rivière Wupper entre Oberbarmen et Sonnborner Straße et approximativement huit mètres au-dessus de la ville, entre Sonnborner Straße et Vohwinkel (3,3 km),. Le tracé traverse l'autoroute A46. Le trajet prend environ une demi-heure.
Le Schwebebahn, exploité par l'association de transport Verkehrsverbund Rhein-Ruhr (VRR), accepte les tickets émis par cette société. Il transporte 25 millions de passagers par an.

## Histoire

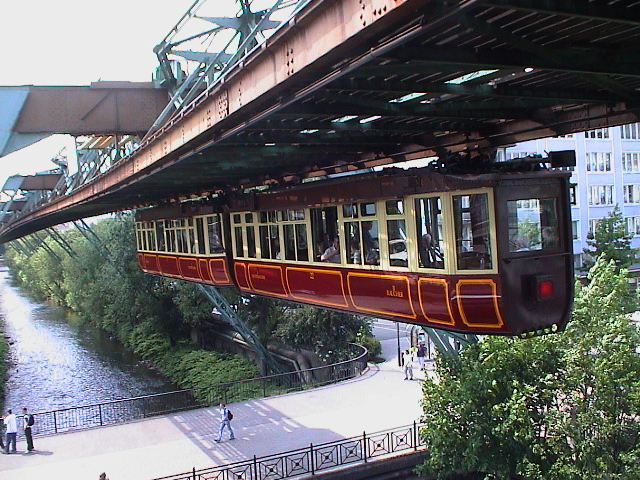
Le Kaiserwagen.

La géographie et la géologie firent adopter la solution originale d'une ligne aérienne avec véhicules suspendus. En effet, la vallée de la Wupper est très étroite et l'espace manque, la nature du sous-sol n'est pas favorable à une implantation souterraine. Le seul espace disponible était le cours d'eau qui traverse la ville. Après divers essais de chemins de fer aériens, c'est le système Langen qui fut adopté. Celui-ci consistait à suspendre sur un rail une motrice unidirectionnelle à deux bogies moteurs par l'intermédiaire de quatre roues à gorge (deux par bogie). Le matériel roulant d'origine fut livré entre 1900 et 1912. Il s'agissait de motrices à châssis métallique et caisse en bois de 11,50 m de long, dotées de portes latérales et de deux portes d'extrémité. Leur capacité de transport était de 50 voyageurs dont 30 assis. Un train pouvait être composé de deux véhicules. Ce matériel roulant fut remplacé entre 1972 et 1975 par 28 éléments articulés de 22 m de long construits par la société MAN. L'alimentation des trains était en 600 volts continu, jusqu'en 2011, puis avec du 750 volts. Le trafic approchant alors les 25 millions de passagers par an, l'intervalle entre les trains est descendu à 90 secondes, avec une vitesse moyenne de 26 km/h. Cette augmentation de trafic imposa en 1995-1998 une reconstruction de l'infrastructure.
Par la suite, le monorail a connu d'importantes rénovations en 2005-2007, en 2018-2019.

## Caractéristiques

### Les stations

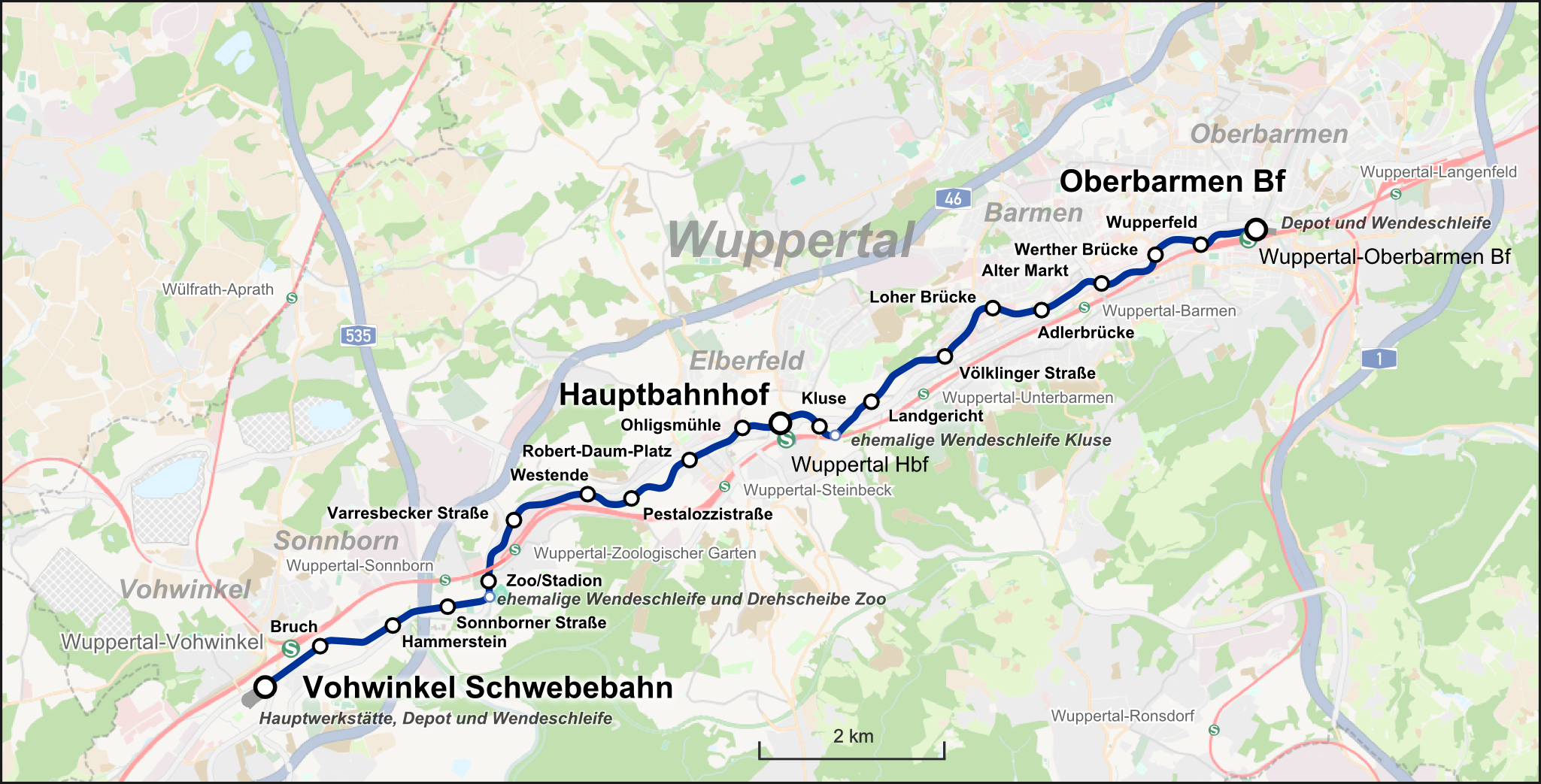
Plan du Wuppertaler Schwebebahn.

Le parcours fait 13,3 km et dessert 20 stations :
| Nom ancien nom (Station)                                                                        | Quartier                 | No | Description | Image                  |
| ----------------------------------------------------------------------------------------------- | ------------------------ | -- | --- | ---------------------- |
| Vohwinkel Schwebebahn Vohwinkel (1–3)                                                           | Vohwinkel                | 01 | La station est située à l'extrémité ouest de la ligne et est équipée d'une boucle de retournement et d'aiguillages. Les aiguillages permettent l'arrivée et le départ des installations d'exploitation (dépôt et ateliers) à l'ouest de la gare. En 2007, le bâtiment de la gare de l'époque d'origine a dû céder la place à un nouveau bâtiment. De la gare, il est possible de rejoindre la gare de Wuppertal-Vohwinkel, le centre du quartier et le trolleybus jusqu'à Solingen. | Vohwinkel Schwebebahn. |
| Bruch Untervohwinkel (29–30)                                                                    | Vohwinkel                | 02 | L'arrêt a été reconstruit dans le cadre de la modernisation de la ligne après démolition du précédent. Il forme un groupe avec les stations Hammerstein et Sonnborn. Comme leurs prédécesseurs, ils ont été conçus selon un principe de construction uniforme. Les arrêts ont été construits de l'autre côté de la rue entre les rangées de maisons sur les fondations des anciennes gares. La fonction détermine la forme et le matériau de la butée: acier pour la structure porteuse, verre pour la peau extérieure et bois pour la surface de la plate-forme. Les nouvelles cages d'escalier, également construites sur l'ancien site, ont été élargies au maximum et ont reçu des ascenseurs. En raison des situations de propriété difficiles et très différentes, chaque escalier a dû être adapté individuellement aux conditions locales. Les architectes responsables étaient Bernward von Chamier et Francisco Molina. | Bruch.                 |
| Hammerstein (61–62)                                                                             | Elberfeld-West/Vohwinkel | 03 | L'arrêt a été reconstruit dans le cadre de la modernisation après la démolition du précédent. Il forme un groupe avec les stations Bruch et Sonnborn. La structure porteuse principale se compose des deux portails disposés au-dessus de la rue ainsi que de la poutre en treillis qui les sépare longitudinalement. Il mesure 33 mètres de long à ce stade et absorbe les charges du toit ainsi que les plates-formes suspendues à la tôle d'acier et à la façade. Les architectes responsables étaient également Bernward von Chamier et Francisco Molina. | Hammerstein.           |
| Sonnborner Straße Sonnborn Rutenbeck (83–84)                                                    | Elberfeld-West           | 04 | L'arrêt a été reconstruit dans le cadre de la modernisation après la démolition du précédent. Il forme un groupe avec les gares de Bruch et Hammerstein et ouvre le quartier de Sonnborn. Malgré la situation urbaine exiguë, il est ingénieusement conçu. La conception des matériaux et des couleurs est basée sur les anciennes stations. L'acier de la structure porteuse principale a été revêtu du vert du pont de Cologne, typique de la structure ferroviaire suspendue. Les profils de façade sont légèrement décalés dans un blanc-vert selon la dimension d'axe d'origine de l'ancienne façade de 60 centimètres. Les architectes responsables étaient à nouveau Bernward von Chamier et Francisco Molina. | Sonnborner Straße.     |
| Zoo/Stadion (Zoo de Wuppertal/Stade (de l'équipe Wuppertaler SV) Zoologischer Garten (106–107)  | Elberfeld-West           | 05 | La gare a été reconstruite après la démolition de la précédente. La construction en acier et en verre a été dotée de plates-formes extra-larges en raison de la foule attendue lors d'événements sportifs. | Zoo/Stadion.           |
| Varresbecker Straße Varresbeck Gasanstalt (131–132)                                             | Elberfeld-West           | 06 | La gare a été reconstruite dans le cadre de la modernisation après la démolition de la précédente. Elle ouvre l'accès à l'usine Bayer à l'ouest et aux quartiers de Varresbeck et Kiesberg. | Varresbecker Straße.   |
| Westende (161–162)                                                                              | Elberfeld-West           | 07 | La gare a été reconstruite dans le cadre de la modernisation après la démolition de la précédente. Elle donne sur l'usine de Bayer à l'est et au quartier de Westende. | Westende.              |
| Pestalozzistraße Schillerbrücke (180–181)                                                       | Elberfeld-West           | 08 | La gare a été reconstruite dans le cadre de la modernisation après la démolition de la précédente. Elle s'ouvre sur la partie ouest d'Elberfeld. | Pestalozzistraße.      |
| Robert-Daum-Platz (place Robert-Daum) Breite Straße Tannenbergstraße (210–211)                  | Elberfeld-West           | 09 | La gare a également été reconstruite après la démolition de la précédente. L'accident de 1999 s'est produit à proximité. Le Luisenviertel et le quartier résidentiel Arrenberg se trouvent à proximité immédiate. | Robert-Daum-Platz.     |
| Ohligsmühle Ohligsmühle/Stadthalle Alexanderbrücke (234–235)                                    | Elberfeld                | 10 | Après que la station Alexanderbrücke ait brûlée lors de l'attaque d'Elberfeld en juin 1943, elle fut démantelée, de même que la station Kluse en 1954. La gare devait alors être desservie par le tram. Avec l'arrêt prévu de l'exploitation du tramway en 1987, il fut décidé de reconstruire les deux stations à l'avance dans les années 1970. Le 4 septembre 1982, la gare, conçue par le bureau d'architectes Rathke en 1974, a été inaugurée sous le nouveau nom « Ohligsmühle ». Au cours de l'agrandissement, la gare fut aussi rénovée et la structure porteuse a pu être remplacée, la gare elle-même n'étant pas supportée par l'échafaudage du chemin de fer suspendu. Lors de la rénovation, le vitrage d'origine turquoise a été remplacé par un vitrage neutre. Les tuyaux de plusieurs mètres d'épaisseur qui portent la station ont été repeints du rouge au gris argenté. Les escalators ont été enlevés et remplacés par deux ascenseurs. C'est la seule station de l'itinéraire avec des escaliers et des plates-formes en forme de prisme. Elle s'ouvre sur le centre-ville ouest d'Elberfeld. | Ohligsmühle.           |
| Hauptbahnhof (Gare de Wuppertal(Döppersberg)) Wuppertal Hbf (Döppersberg) Döppersberg (249–250) | Elberfeld                | 11 | Cette station est la plus fréquentée de la ligne. L'arrêt, inauguré le 20 mars 1926, remplace un ancien bâtiment de l'architecte Bruno Möhring. Le premier bâtiment conçu par Möhring, qui était populairement connu sous le nom de « Baignoire Elberfeld » en raison de sa forme, n'était plus en mesure de faire face au nombre de passagers, donc en 1925 la construction a commencé sur la maison Köbo, qui est également un bâtiment commercial et un arrêt de bus. La gare n'étant pas directement supportée par la structure porteuse principale du chemin de fer suspendu, il a été possible de remplacer l'échafaudage par une trappe de toit en 2000. En conséquence, la station a pu être rénovée et n'a pas eu à être démantelée. Une fois entièrement agrandie, la station sera la seule de la ligne ouverte avant la Seconde Guerre mondiale. Elle s'ouvre sur le centre-ville d'Elberfeld ainsi que sur la gare principale de Wuppertal, anciennement Wuppertal-Elberfeld. À l'initiative du Verkehrsverbund Rhein-Ruhr (VRR), les deux gares ont été renommées « Hauptbahnhof » pour indiquer les options de transfert mutuel entre le train suspendu et le chemin de fer. La gare routière la plus importante de Wuppertal est située parallèlement à la route entre le pont Brausenwerther et la gare. | Hauptbahnhof.          |
| Kluse Kluse/Schauspielhaus Bembergstraße (266–267)                                              | Elberfeld                | 12 | Après l'incendie de la station lors de l'attaque d'Elberfeld en juin 1943, il fut décidé de ne pas la remettre en service après la Seconde Guerre mondiale. Avec l'arrêt des opérations de tramway en 1987, la construction d'une nouvelle gare fut prévue, inaugurée le 26 mars 1999. | Kluse.                 |
| Landgericht (294–295)                                                                           | Elberfeld                | 13 | La gare, datant de l'époque d'origine, a été démantelée en octobre 2010 et reconstruite sous une forme identique en juin 2011 (réouverture le 20 juin 2011). Elle s’ouvre sur les tribunaux, l'école professionnelle de Haspel et le campus de Haspel de l'Université de Wuppertal. | Landgericht.           |
| Völklinger Straße Kaiserbrücke (328–329)                                                        | Barmen                   | 14 | La gare date de la construction de la ligne et a été démantelée de l'automne 2011 à la mi-2012 et reconstruite à l'identique. Elle s'ouvre sur une partie de Teil Unterbarmens. L'agence pour l'emploi et la préfecture de police de Wuppertal sont également accessibles via cet arrêt. | Völklinger Straße.     |
| Loher Brücke (Junior Uni) Loher Brücke (355–356)                                                | Barmen                   | 15 | La gare a été reconstruite dans le cadre de la modernisation après la démolition de la précédente. Elle s’ouvre sur une partie d'Unterbarmens avec l'église principale d'Unterbarmer et les quartiers de Loh et Kothen. Depuis l'ouverture du nouveau bâtiment de la Junior University Wuppertal juste à côté de la gare, elle a reçu le suffixe « Junior Uni ». | Loher Brücke.          |
| Adlerbrücke Adlerbrücke/Opernhaus (374–375)                                                     | Barmen                   | 16 | La station a été reconstruite dans le cadre de la modernisation après la démolition de la précédente. Elle s'ouvre principalement sur les quartiers de Loh, Rott et Kothen. | Adlerbrücke.           |
| Alter Markt Rathausbrücke (399–400)                                                             | Barmen                   | 17 | La station Alter Markt est la plus importante de Barmen. Après une reconstruction provisoire après la Seconde Guerre mondiale, le bâtiment actuel fut construit en 1967. La gare s'ouvre sur la zone piétonne de Barmen et la mairie. | Alter Markt.           |
| Werther Brücke (425–426)                                                                        | Barmen                   | 18 | La station remonte à la construction de la ligne et s'ouvre sur le centre-ville de Barmer depuis l'est. Elle a été décrite comme la plus belle des anciennes gares restantes et était la seule avec des éléments Art nouveau clairs. En 1984, la gare, gravement endommagée par les ravages du temps, a été largement restaurée. En collaboration avec l'artiste de Wuppertal Anneliese Reckewitz-Epple, la station a retrouvé sa couleur et son état d'origines. La gare a été démantelée pendant les vacances d'automne 2012 puis reconstruite à l'identique à l'été 2013, complétée par l'installation d'ascenseurs adaptés aux personnes handicapées. L'ouverture officielle de la station a eu lieu le 19 août 2013. | Werther Brücke.        |
| Wupperfeld Schillerbrücke (444–445)                                                             | Oberbarmen               | 19 | La station a été reconstruite dans le cadre de la modernisation de la ligne après la démolition de la précédente. Elle s'ouvre sur la partie ouest d'Oberbarmen avec l'ancienne église de Wupperfeld, celle d'Immanuelskirche et le quartier de Heidt. | Wupperfeld.            |
| Oberbarmen Bf Oberbarmen Bf/Berliner Platz Rittershausen (465–466)                              | Oberbarmen               | 20 | Le terminus oriental de la ligne dessert Oberbarmen. Il a été démantelé avec la halle des voitures à l'est et reconstruit en 2012. Dans la partie avant du hall des wagons se trouve aujourd'hui un système de virage direct similaire au virage de la gare de Vohwinkel, de sorte que l'ensemble du hall n'a plus besoin d'être traversé pour tourner. La gare ferroviaire d'Oberbarmen et une importante gare routière se trouvent à proximité de la gare. | Oberbarmen.            |

### Dépôts, systèmes de tournage et principaux ateliers

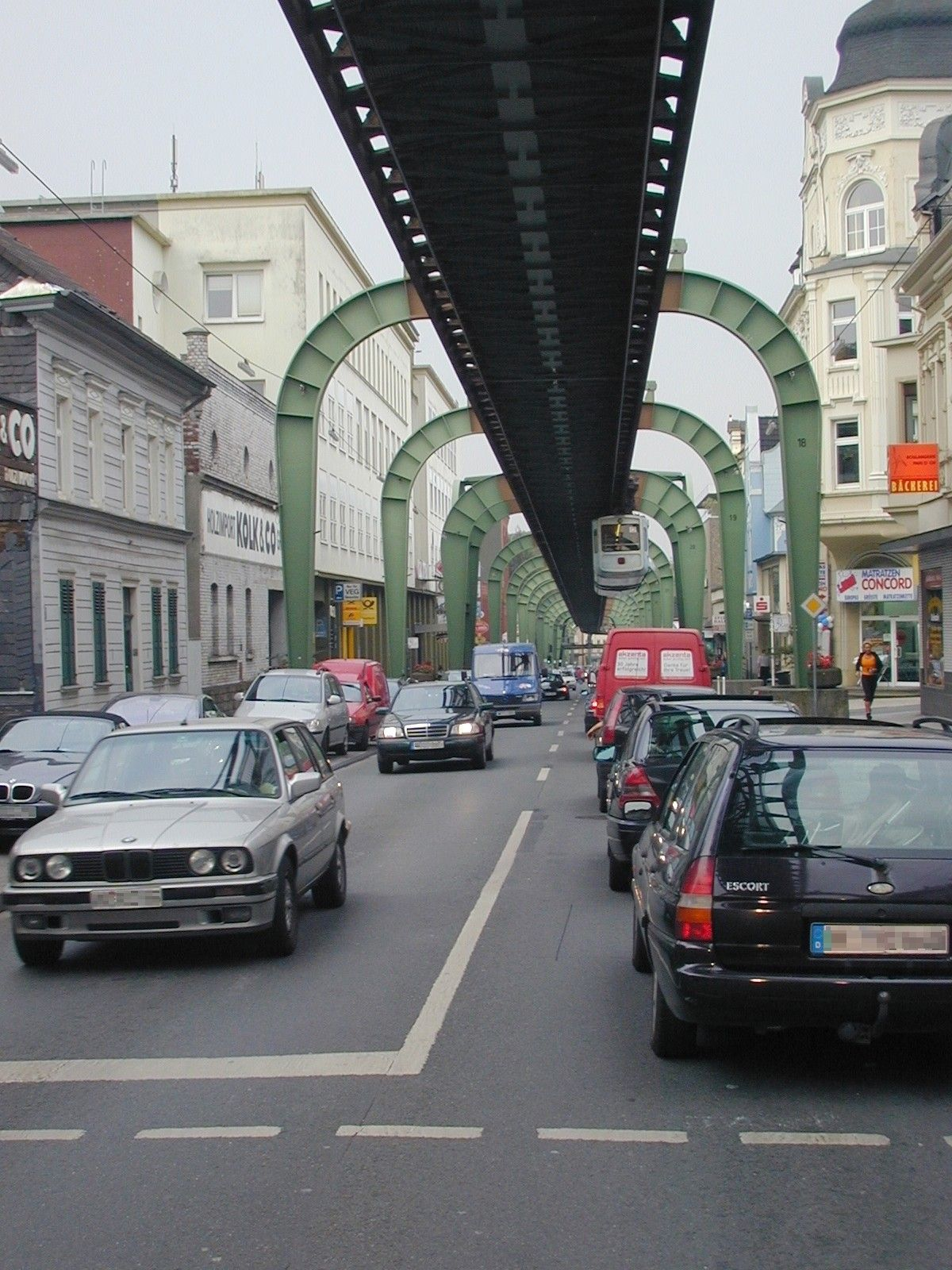
Heure de pointe à Vohwinkel.

Les wagons sont entreposés dans les dépôts des deux gares terminales. Alors que le dépôt d'Oberbarmen ne propose que des installations de stockage, toutes les réparations peuvent être effectuées dans le dépôt de Vohwinkel par l'atelier principal. Les installations y sont construites sur trois étages (au-dessus: réparations légères; au milieu: zones de stockage; en dessous: révisions générales et possibilité de placer les wagons sur les rails).
Depuis le démantèlement du système de rotation du zoo, seules quatre boucles de retournement subsistent. À l'est, à la boucle du dépôt d'Oberbarmen, les trains qui tournaient ici devaient traverser toute la zone du dépôt jusqu‘en 2012 pour pouvoir revenir à l'arrêt public. Aujourd'hui, comme au terminus de Vohwinkel, il dispose d'un système de virage dans la zone de la gare. La boucle de Vohwinkel est également indépendante des deux autres boucles du dépôt de la station, lesquelles sont parcourues, entre autres, pour garer les voitures après la fin des opérations ou lorsque la fréquence change.
Il y avait autrefois une possibilité de faire demi-tour au bout de la voie navigable, c'est-à-dire peu après l'arrêt Zoo/Stadion. À l'origine, c'était une boucle de retournement jusqu'à ce qu'elle soit démantelée en 1945 pour servir de distributeur de pièces de rechange. En 1974, un nouveau système de tournage a été installé sous la forme d'un plateau tournant. Ce dispositif consistait en un segment de piste rotatif sur lequel une unité multiple pouvait être tournée dans la direction opposée. De plus, un revêtement avait été posé, qui pouvait également être atteint en faisant pivoter le plateau tournant. Cette installation a été utilisée comme prévu jusqu'au début des années 1990, mais avait l'inconvénient que la route était impraticable dans les deux sens lors des virages. De plus, il y avait une fuite constante de l'huile hydraulique qui était nécessaire pour entraîner le plateau tournant. La fuite d’huile se retrouvait dans le Wupper, condition considérée comme n'étant plus acceptable dans les années 1990, alors le système fut arrêté. Dès lors, il a servi de partie normale de la tour roulante jusqu'à ce qu'il soit démantelé.
Il existait aussi une boucle à l'est de la gare de Kluse, qui n'était plus utilisée après l'ouverture du tronçon Kluse - Oberbarmen en 1903 et fut démantelée en 1954.

### Matériel roulant et signalisation

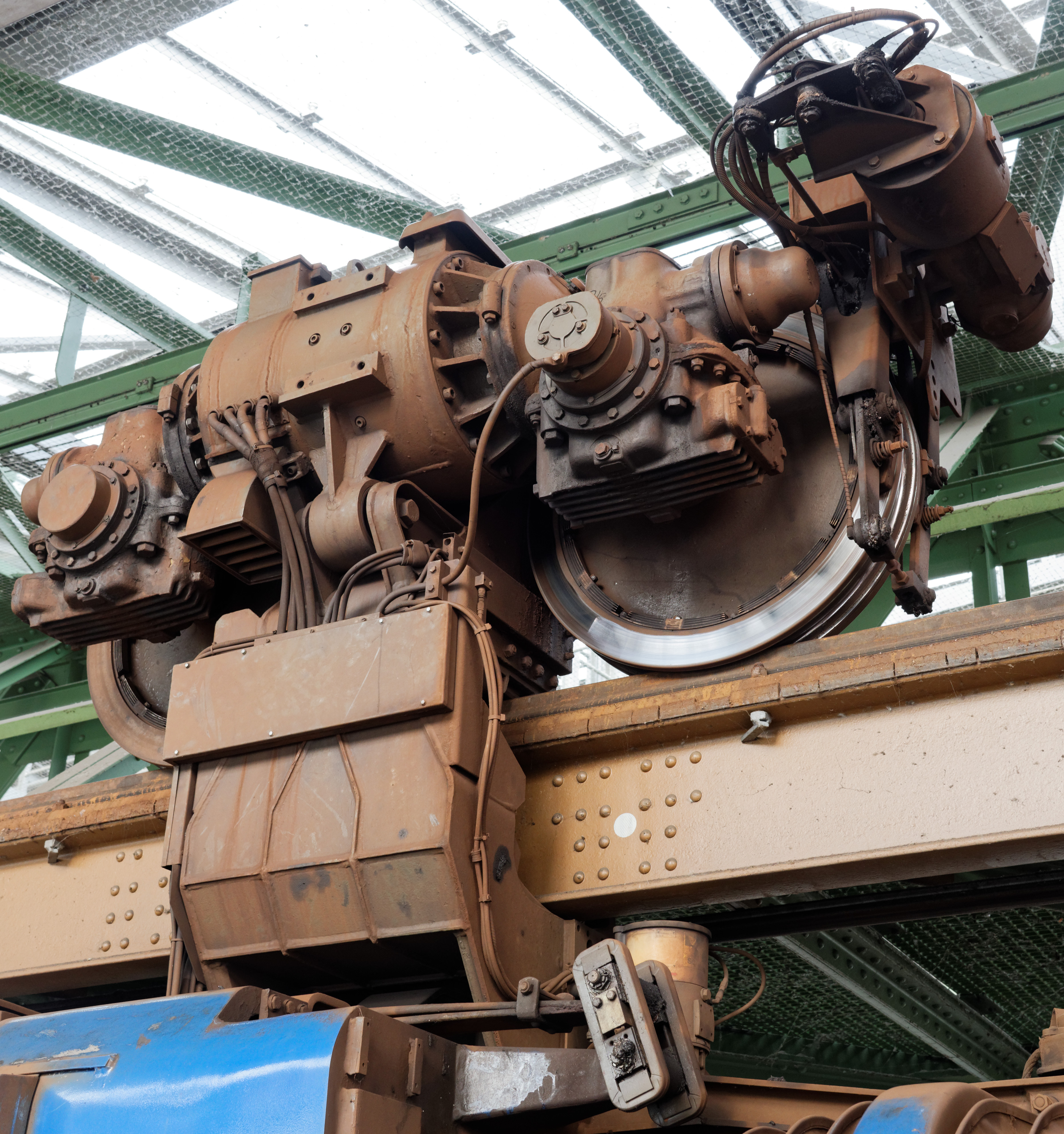
Détail de la suspension, de la roue et du moteur d'un train GTW 72.

La flotte actuelle, un nouveau matériel roulant de 31 trains de trois véhicules, a été commandée en novembre 2011,, à Vossloh Rail (Stadler Rail), livrés en 2015, - 2016,. Les nouveaux trains, qui remplacent les véhicules MAN de 1972-1975, fonctionnent en 750 VDC et peuvent atteindre la vitesse de 65 km/h selon le constructeur, leur vitesse moyenne étant de 27 km/h. Les voitures mesurent 24 mètres de long et ont chacune quatre portes. Une voiture peut accueillir 48 passagers assis avec environ 130 passagers debout.
Après avoir envisagé un fonctionnement sans conducteur, l'exploitant du monorail a passé commande à la société Alstom en juin 2012 pour un système de signalisation ETCS.
Le Kaiserwagen (voiture de l'empereur), le train d'origine utilisé par l'empereur Guillaume II lors d'un essai le 24 octobre 1900, est toujours exploité lors des excursions programmées, ou pour des occasions spéciales et des événements comme des mariages.

## Accidents

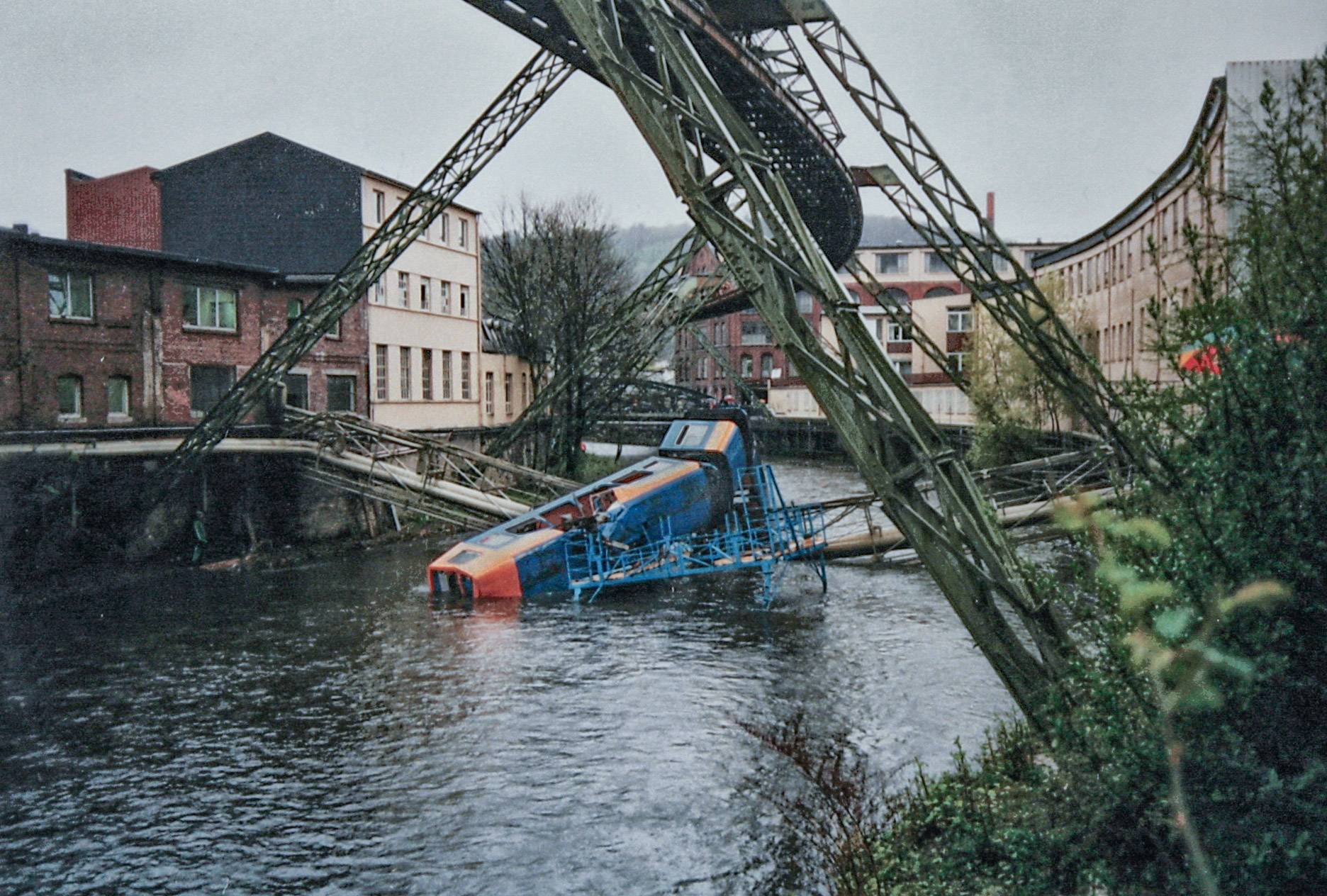
Accident du 12 avril 1999, près de la station Robert-Daum-Platz.

Malgré plusieurs systèmes de sécurité, plusieurs accidents ont eu lieu :
- un cirque en tournée en 1950 à Wuppertal a fait voyager un éléphant, Tuffi, dans le Kaiserwagen du Schwebebahn. Pris de panique, celui-ci a sauté dans le vide en passant à travers la paroi de la rame, atterrissant dans la Wupper (rivière traversant Wuppertal). Dans la panique, il y a eu quelques blessés légers, mais l'éléphant était à peine blessé[19]. On peut encore trouver des cartes postales de l'événement qui a sur le moment attiré les curieux[20]. Un éléphant est dessiné sur le lieu de l'accident ;
- le 12 avril 1999 s'est produit le seul accident mortel : à l'occasion de travaux sur la ligne, un serre-joint a été oublié avant la remise en service, provoquant la chute d'une rame entière dans la Wupper. Il y eut 5 morts et 47 blessés. Depuis lors, une nouvelle consigne impose après toute réparation de l'infrastructure de faire circuler une rame à vitesse lente à titre d'essai[21].

- en 2018, un rail électrique est tombé dans la rivière Wupper, près de la station Zoo/Stadion. Pour cette raison le Schwebebahn a été fermé jusqu’en août 2019[7]. Les rails doivent être rénovés.

## Exportation du concept

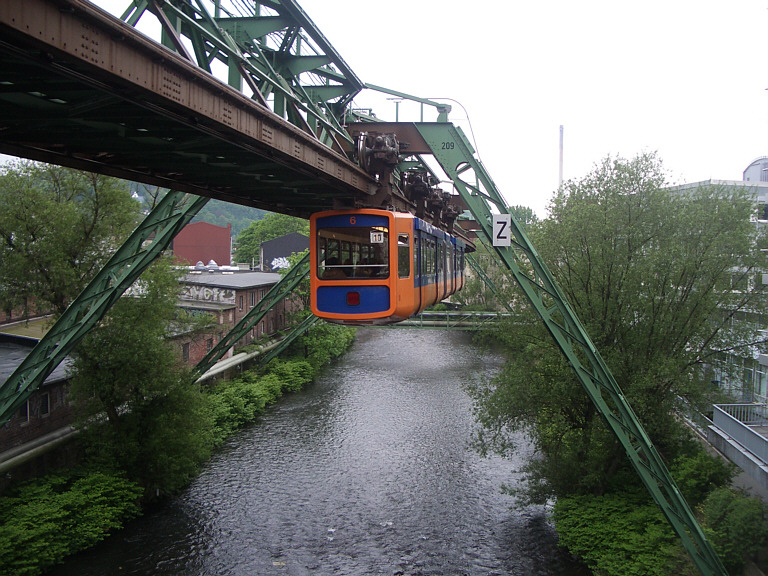
Rame au-dessus de la Wupper.

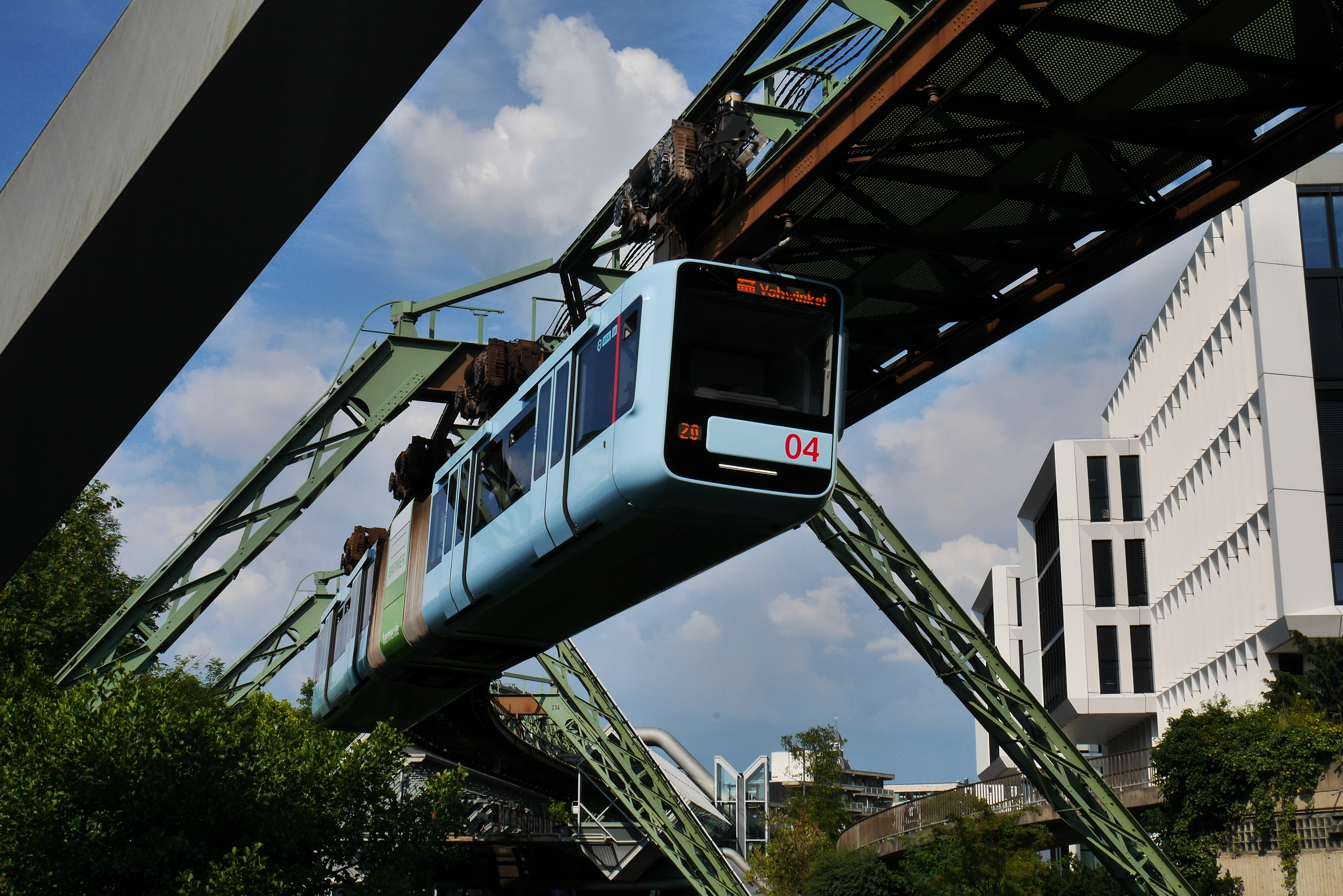
Wuppertal Schwebebahn Generation 15.

Le Wuppertaler Schwebebahn a fait des émules :
- à Dresde, un téléphérique à suspension rigide (Schwebebahn Dresden) a été inauguré la même année ;
- à Memphis (Tennessee), un métro suspendu relie le centre-ville à Mud Island ;
- le H-Bahn, fondé sur le même principe, relie le nord et le sud du campus universitaire de Dortmund. Il existe aussi le SkyTrain de Düsseldorf à l'aéroport de la ville.

## Littérature et cinéma
Le Wuppertaler Schwebebahn figure dans plusieurs films dont Alice dans les villes de Wim Wenders (1974), La Plainte de l'impératrice de Pina Bausch (1989), Mes copines et moi (Freche Mädchen) de Ute Wieland (de) (2008), et les documentaires Les Rêves Dansants - sur les pas de Pina Bausch (2010) et Pina, de Wim Wenders (2011).
Le monorail est aussi le siège d’une partie de l’intrigue du Feu de Wotan, 14e tome de la série Yoko Tsuno.
Le clip de la chanson Tout Seul de Didier Sustrac a été filmé dans le Wuppertaler Schwebebahn.